# Mary-Kate and Ashley in Action!
Mary-Kate and Ashley in Action! var en amerikansk tecknad TV-serie som började sändas år 2001. Handlingen utspelar sig kring huvudpersonerna Mary-Kate Olsen och Ashley Olsen som gjorde rösterna vid 15 års ålder.